# 伯明翰图书馆
伯明翰图书馆（Library of Birmingham）是英国伯明翰市中心的一座公共图书馆，他為英國最大的公共圖書館，歐洲最大的公共文化空間，歐洲最大的區域性圖書館。

## 历史
耗资1.888亿英镑，于2013年9月3日正式向公众开放。伯明翰图书馆接收了原伯明翰中央图书馆的所有收藏，并拥有全球规模第二大的莎士比亚著作收藏。伯明翰图书馆是伯明翰市“20年大城市规划”的重要市政建设项目，图书馆及其毗邻的伯明翰REP剧院和交响音乐厅将成为该市的文化中心。